# Castelvetere in Val Fortore
Castelvetere in Val Fortore es una localidad y comuna italiana de 1.494 habitantes, ubicada en la provincia de Benevento (una de las cinco provincias de la región de Campania). 

## Demografía
| Gráfica de evolución demográfica de Castelvetere in Val Fortore entre 1861 y 2001 |
|                                                                                   |
| Fuente ISTAT - elaboración gráfica de Wikipedia                                   |